# Chantal Zaky
Chantal Zaky (sinh năm 1988) là một đại sứ, người phát ngôn, diễn viên, người mẫu và là nữ hoàng sắc đẹp người Mỹ gốc Jamaica, cô đã giành chiến thắng tại cuộc thi Hoa hậu Hoàn vũ Jamaica 2012, sau đó đại diện cho Jamaica tại cuộc thi Hoa hậu Hoàn vũ 2012.

## Cuộc sống cá nhân
Chantal Zaky được sinh ra ở New York, có mẹ là người Jamaica gốc Anh, Canada và Bồ Đào Nha và cha là người Mỹ gốc Ai Cập.
Cô ủng hộ các tổ chức từ thiện như Jamaican Cancer Society, Jamaica Aids Support for Life và là người sáng lập của Sunshine Youth, một tổ chức phi lợi nhuận dành riêng cho Giáo dục Thanh niên và Trao quyền thông qua sáng tạo và thể thao. Cô là Đại sứ cho I Believe Initiative của Toàn quyền Jamaica.
Cô học ngành Truyền thông đại chúng và phát thanh truyền hình.

## Nghề nghiệp
Chantal là một nữ diễn viên, người mẫu thời trang, người phát ngôn và đại sứ cho các dự án quốc tế khác nhau. Chantal đã được phát hiện khi catwalk tại các sàn diễn của các chương trình thời trang quốc tế cho các thương hiệu thời trang cao cấp. Cô đã làm người mẫu hợp tác với các nhãn hiệu Baby Phat, Hoa hậu Hoàn vũ, Mizani.
Chantal đã giành được nhiều lời mời hợp tác trong các sản phẩm âm nhạc với các nghệ sĩ như Shaggy và Sean Paul. Cô đã xuất hiện trong quảng cáo truyền hình cho Puma, Pepsi và gần đây nhất là Toyota.
Cô đã xuất hiện trên những trang bìa trong nhiều ấn phẩm như Tạp chí Ocean Style và Spectacular Weddings.

## Cuộc thi

### Hoa hậu Hoàn vũ Jamaica 2012
Chantal Zaky đã được trao vương miện Hoa hậu Hoàn vũ Jamaica 2012 bởi Shakira Martin - Hoa hậu Hoàn vũ Jamaica 2011 với sự hiện diện của Leila Lopes, đương kim Hoa hậu Hoàn vũ 2011, tại Trung tâm Thể thao Quốc gia ở Kingston vào ngày 12 tháng 5 năm 2012.
Là một phần trong các chuỗi hoạt động của mình với cương vị hoa hậu, cô đã tham gia phát biểu tại các sự kiện ủng hộ phụ nữ trẻ, nơi cô nhấn mạnh sự nguy hiểm của áp lực cuộc sống, tầm quan trọng của việc tin tưởng vào bản thân và sức mạnh của sự tích cực trong suy nghĩ.
Là Hoa hậu Hoàn vũ Jamaica, cô đi đến nhiều nơi trong nước và quốc tế, với tư cách là một nhà nhân đạo và môi trường, cô thúc đẩy công tác phòng chống HIV / AIDS, nhận thức về Ung thư vú, trao quyền cho Thanh niên và tôn vinh Vẻ đẹp Tự nhiên của Jamaica.
Cô đã gặp gỡ với các nhà lãnh đạo chính trị, xã hội và các nhà truyền thông. Cô xuất hiện trong một số chương trình truyền hình, radio và các sự kiện công khai trong khoảng thời gian đương nhiệm của mình.

### Hoa hậu Hoàn vũ 2012
Zaky đại diện cho Jamaica tại cuộc thi Hoa hậu Hoàn vũ lần thứ 61 vào ngày 19 tháng 12 năm 2012 tại Las Vegas, Nevada, Hoa Kỳ, nơi cô đã tranh tài để kế nhiệm danh hiệu của hoa hậu đương nhiệm - Leila Lopes của Angola, nhưng cô không lọt vào vòng bán kết.